# Elf (együttes)
Az Elf egy amerikai heavy metal együttes volt, amit Ronnie James Dio, David Feinstein, Nick Panta, Gary Driscoll és Doug Thaler alapított 1967-ben. A zenekar neve eredetileg The Electric Elves  (1967-1969), majd The Elves (1969-1970) volt. 1975-ben oszlott fel, három nagylemez kiadása után.

## Előzmények
Miután elhagyták a Ronnie Dio and the Prophets-et, Ronnie James Dio és Nick Pantas - három zenésszel kiegészülve - létrehozták a The Electric Elves-t (az "elves" a tagok alacsony termetére utal). Az új tagok David Feinstein (Dio unokatestévre), Gary Driscoll és Doug Thaler (1967 szeptemberében csatlakozott) voltak.
Ezen a néven egyetlen kislemezt adtak ki (1967-ben), a Hey, Look Me Over-t. A felvételek New Yorkban folytak, júliusban.
Második kislemezük már The Elves név alatt jelent meg 1969 novemberében. A Decca által kiadott Walking In Different Circles felvételei a Columbia’s 30th Street Studio-ban folytak hálaadás napján. A B-oldalon a She's Not The Same kapott helyet. A címadó dal a Ronnie Dio & The Prophets száma volt, itt egy új verziója szerepelt.
Utolsó kislemezük, az Amber Velvet (B-oldalon a West Virginia) 1970. február 27-én jelent meg az MCA gondozásában. A dalokat 1969 júliusában vagy augusztusában játszották fel az Associated Studiosban. 1970. február 12-én autóbalesetet szenvedtek. Nick Pantas meghalt, Dio fejsérüléseket szenvedett (feje a szélvédőnek csapódott), Feinstein eltörte a bokáját, és arcsérüléseket is szerzett. Doug Thaler még a kórházban lábadozott, amikor a zenekar (Mickey Lee Soule billentyűssel kiegészülve) már újra próbált. Felépülése után Thaler lett a gitáros. A balesetet követő visszatéréstől kezdve nevezték magukat Elfnek (1970 közepe).

## Elf

### 1970–1973
Doug Thaler elhagyta a zenekart, így 1970 végére létrejött a négytagú Elf. Ez már egy igazi rock 'n' roll zenekar volt. Klubokban, bárokban és egyetemeken játszottak remélve, hogy valaki felkarolja őket, és lehetőségük lesz egy lemez kiadására. Ez 1972 januárjában jött el, mégpedig Roger Glover és Ian Paice (Deep Purple) által. Ők ketten a Columbia Records megbízásából voltak jelen az egyik koncerten. Lemezt ajánlottak nekik, így 1972 áprilisában az atlantai Studio One-ba mentek, ahol megkezdték a felvételeket. Az Elf még ebben az évben megjelent a Purple Records gondozásában. Roger Glover volt a producere. A lemez megjelenése után az együttes a Deep Purple-lel turnézott legalább két amerikai turnén (augusztus-szeptember és november-december).
Ebben az időben három kislemezt adtak ki: Hoochie Koochie Lady b/w First Avenue; Hoochie Koochie Lady b/w Hoochie Koochie Lady (csak az USA-ban jelent meg); Sit Down Honey b/w Gambler, Gambler.

### 1973–1974
1973 elején Feinstein saját zenekart alapított (The Rods), így új gitáros után kellett nézni. Ugyanekkor Dio úgy döntött, nem basszusgitározik tovább, csak az éneklésre koncentrál.
Steve Edwards lépett Feinstein helyére, majd Craig Gruber lett a basszusgitáros. 1973 nyarán lemezszerződést kötnek az MGM Recordsszal (USA) és a Purple Recordsszal (Egyesült Királyság). Így 1974 elején az Egyesült Királyságba utaznak, hogy a The Manor Studiosban felvegyék második albumukat. Ez áprilisban jelenik meg. Angliában a Carolina County Ball, az USA-ban az L.A. 59 nevet viseli (de ugyanarról a lemezről van szó). A megjelenés után elkísérték a Deep Purple-t áprilisi-májusi turnéjukra, majd Amerikába is velük tartottak.
Ekkor vetődött fel először az ötlet Ritchie Blackmore-ban, hogy az Elf tagjaival zenekart alapítson (későbbi Rainbow). Mivel az Elf már a következő albumán dolgozott,
úgy döntöttek, hogy annak megjelenése után hozzák létre a közös együttest.

### 1974–1975
1974 decemberében belépett az Elfbe Mark Nauseef. Csatlakozása után a zenekar megkezdte harmadik (egyben utolsó) lemeze felvételeit a Kingsway Studiosban.
Az együttes valójában még a Trying to Burn the Sun megjelenése előtt feloszlott. Nauseef önszántából lépett ki, Edwardsot kirúgták (bár erről ő maga csak az újságokból értesült). Az Elf többi tagja Ritchie Blackmore-ral közösen megalapította a Rainbow együttest.

## Újraegyesülés
Dio és David Feinstein úgy döntött, megpróbálják újra összehozni az Elfet egy album (esetleg egy turné) erejéig. A hírek hallatára Mickey Lee Soule csatlakozott hozzájuk, majd a Manowar tagja, Joey DeMaio lett a basszusgitáros. Az újraegyesülés sosem jött létre Ronnie James Dio halála miatt (2010. május 16.). Halála előtt azonban felénekelt egy dalt Feinstein szólóalbumára, a Metal Will Never Die-t.

## Diszkográfia

### Nagylemezek
| Kiadás éve | Cím                          | Kiadó              |
| ---------- | ---------------------------- | ------------------ |
| 1972       | Elf                          | Purple Records     |
| 1974       | Carolina County Ball/L.A. 59 | Purple Records/MGM |
| 1975       | Trying to Burn the Sun       | MGM Records        |

### Válogatásalbumok
- The Gargantuan (1978)
- The Elf Albums (1991)

### Kislemezek
| Kiadás éve | A-oldal                      | B-oldal              | Kiadó           | Megjegyzés               |
| ---------- | ---------------------------- | -------------------- | --------------- | ------------------------ |
| 1967       | Hey, Look Me Over            | It Pays to Advertise | MGM             | The Electric Elves néven |
| 1969       | Walking In Different Circles | She's Not the Same   | Decca           | The Elves néven          |
| 1970       | Amber Velvet                 | West Virginia        | Decca/MCA       | The Elves néven          |
| 1972       | Hoochie Koochie Lady         | First Avenue         | Epic            | -                        |
| 1972       | Hoochie Koochie Lady         | Hoochie Koochie Lady | Epic            | csak az USA-ban          |
| 1972       | Sit Down Honey               | Gambler, Gambler     | Eastern Artists | csak az USA-ban          |
| 1974       | L.A./59                      | Ain't It All Amusing | Purple/MGM      | -                        |
| 1974       | L.A./59 (stereo)             | L.A./59 (mono)       | MGM             | csak az USA-ban          |
| 1974       | L.A./59                      | Carolina County Ball | Purple          | csak Németországban      |

### Bootlegek
- Live At The Beacon (1971) - The Elves néven
- Live At The Bank (1972)
- Live! And My Soul Shall Be Lifted

## Tagok
- Ronnie James Dio, 1967-1975, ének, basszusgitár
- David Feinstein, 1967-1973, szólógitár
- Doug Thaler, 1967-1972, billentyűsök, később gitár
- Nick Pantas, 1967-1970, gitár
- Gary Driscoll, 1967-1975, dob
- Micky Lee Soule, 1970-1975, billentyűsök, háttérvokál
- Steve Edwards, 1973-1975, szólógitár
- Craig Gruber, 1973-1975, basszusgitár
- Mark Nauseef, 1975, ütős